# شو كاموغاوا
شو كاموغاوا (باليابانية: 鴨川 奨) (7 فبراير 1983 في بيبو في اليابان – )؛ هو لاعب كرة قدم ياباني سابق كان يلعب كمهاجم.

## وصلات خارجية
- شو كاموغاوا على موقع رابطة كرة القدم اليابانية للمحترفين (اليابانية)
- شو كاموغاوا على موقع قاعدة بيانات كرة القدم.إي يو (الإنجليزية)
- شو كاموغاوا على موقع عالم كرة القدم.نت (الإنجليزية)